# Klaudija Bubelytė
Klaudija Bubelytė (* 29. März 2003) ist eine litauische Tennisspielerin.

## Karriere
Bubelytė spielt vorrangig Turniere der ITF Women’s World Tennis Tour, wo sie bislang  je zwei Titel im Einzel und im Doppel gewinnen konnte.
2020 und 2021 wurde Klaudija Bubelytė litauische Meisterin im Dameneinzel.
Im Jahr 2021 spielte Bubelytė erstmals für die litauische Billie-Jean-King-Cup-Mannschaft; ihre Billie-Jean-King-Cup-Bilanz weist bislang 11 Siege bei 1 Niederlage aus.

## Turniersiege

### Einzel
| Nr. | Datum             | Turnier | Kategorie | Belag | Finalgegnerin        | Ergebnis |
| --- | ----------------- | ------- | --------- | ----- | -------------------- | -------- |
| 1.  | 3. Dezember 2023  | Iraklio | ITF W15   | Sand  | Carmen Andreea Herea | 6:3, 6:1 |
| 2.  | 10. November 2024 | Iraklio | ITF W15   | Sand  | Ilinca Amariei       | 6:2, 6:2 |

### Doppel
| Nr. | Datum            | Turnier             | Kategorie | Belag     | Partnerin    | Finalgegnerinnen                  | Ergebnis         |
| --- | ---------------- | ------------------- | --------- | --------- | ------------ | --------------------------------- | ---------------- |
| 1.  | 18. Februar 2023 | Scharm asch-Schaich | ITF W15   | Hartplatz | Merna Refaat | Giuliana Bestetti Beatrice Stagno | 6:2, 7:66        |
| 2.  | 4. August 2024   | Savitaipale         | ITF W15   | Sand      | Anet Koskel  | Chiara Girelli Adrienn Nagy       | 1:6, 6:2, [10:6] |